# Helmuth Karl Bernhard von Moltke
Helmuth Karl Bernhard (sinds 1870 Graf) von Moltke (Parchim (Mecklenburg-Schwerin), 26 oktober 1800 – Berlijn, 24 april 1891) was een Duitse generaal-veldmaarschalk, dertig jaar lang de stafchef van het Pruisische leger, en wordt algemeen gezien als een van de grootste strategen van de tweede helft van de 19e eeuw. Hij is de schepper van een nieuwere, modernere methode om legers in het veld aan te sturen. Hij wordt soms Moltke de Oude genoemd om hem te onderscheiden van zijn neef Helmuth von Moltke de Jonge, die bij het uitbreken van de Eerste Wereldoorlog het bevel voerde over de Duitse legers.

## Biografie

### Jeugd
Moltke werd geboren in een familie van oude Duitse adel. Zijn vader vestigde zich in 1805 in Holstein en werd daar Deens onderdaan, maar verviel ongeveer tegelijkertijd in armoede door een brand in zijn landhuis en de plundering door de Fransen van zijn woning in Lübeck, waar zijn vrouw en kinderen verbleven (zie ook napoleontische oorlogen). De kleine Moltke groeide daarom in armlastige omstandigheden op. Op negenjarige leeftijd werd hij in de kost gestuurd naar Hohenfelde in Holstein en op elfjarige leeftijd als cadet naar Kopenhagen, voorbestemd voor het Deense leger en hof. In 1818 werd hij page bij de koning van Denemarken en tweede luitenant in een Deens infanterieregiment.
Op 21-jarige leeftijd besloot hij in Pruisische dienst te treden, ondanks het verlies in anciënniteit die dat met zich meebracht. In 1822 werd hij tweede luitenant in het 8e Infanterieregiment, dat in Frankfurt aan de Oder was gestationeerd. Op zijn 23e mocht hij toetreden tot de algemene krijgsschool (later de Oorlogsacademie), waar hij de volledige drie jaar studie afrondde en slaagde in 1826.

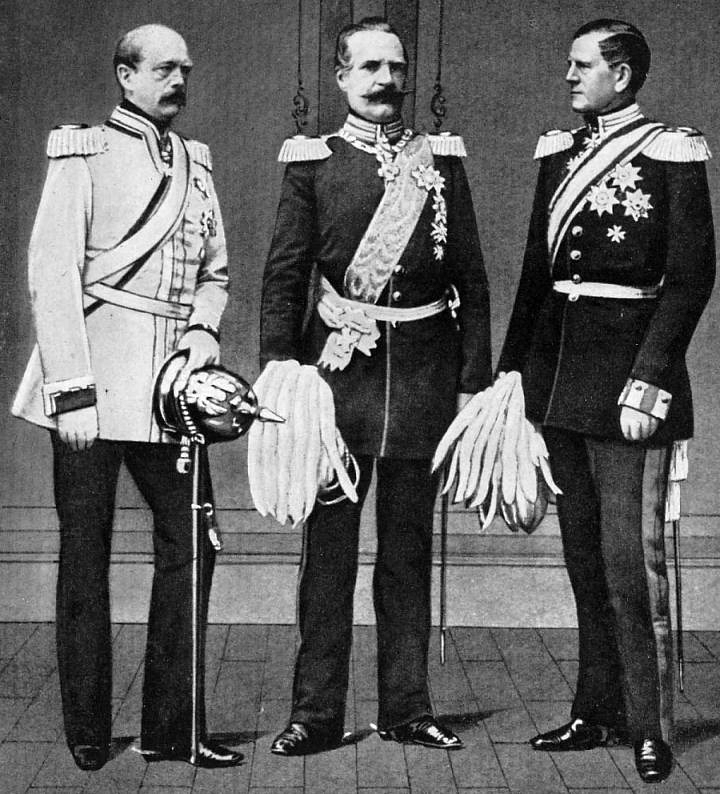
V.l.n.r. Otto von Bismarck, Albrecht von Roon en Helmuth von Moltke

### Als jonge officier
Moltke had een jaar lang de leiding over een cadetopleiding in Frankfurt aan de Oder, waarna hij een rol kreeg in het maken van stafkaarten van Silezië en Posen. In 1832 werd hij voorgedragen voor dienst bij de generale staf in Berlijn, waar hij in 1833 na zijn promotie tot eerste luitenant werd aangesteld. Zijn superieuren zagen hem als een briljante officier, onder anderen ook prins Wilhelm, op dat moment luitenant-generaal en later koning en keizer.
Hij werd warm onthaald aan het hof en de hogere standen in Berlijn. Zijn smaak lag in de literatuur, historisch onderzoek en reizen. In 1827 publiceerde hij een korte roman, "Die zwei Freunde" (de twee vrienden). In 1831 verscheen van zijn hand een essay met de titel "Holland und Belgien in ihren gegenseitigen Relationen, von ihrer Trennung unter Philipp II. zu ihrer Wiedervereinigung unter Wilhelm I." (De wederzijdse relatie van Holland en België, van hun scheiding onder Filips II tot aan de vereniging onder Willem I). Een jaar later schreef hij "Ein Konto der internen Umständen und der Sozialzuständen Polens" (een beschrijving van de interne toestanden en sociale situatie van Polen), een studie die zowel op een literatuuronderzoek als op persoonlijke observaties van het Poolse leven en de volksaard aldaar gebaseerd was. In 1832 nam hij een opdracht aan om een vertaling in het Duits te leveren van Gibbons' "The History of the Decline and Fall of the Roman Empire", waar hij 75 Reichstaler voor zou krijgen. Van dit geld wilde hij een paard kopen. Na achttien maanden had hij negen van de twaalf delen vertaald, maar de uitgever bracht het boek nooit op de markt en Moltke ontving nooit meer dan 25 Reichstaler.

### In dienst van het Ottomaanse Rijk
In 1835, na zijn promotie tot kapitein, kreeg hij zes maanden verlof om door Zuidoost-Europa te reizen. Hij verbleef kort in Constantinopel, waar hij van sultan Mahmud II het verzoek kreeg om mee te helpen bij de modernisering van het Ottomaanse leger. Van Berlijn kreeg hij toestemming om aan het verzoek te voldoen. Hij verbleef twee jaar in Constantinopel, leerde Turks en bracht de stad, de Bosporus en de Dardanellen in kaart. Tevens reisde hij door Bulgarije, Roemelië en andere gebieden aan beide zijden van de zeestraat.
In 1838 werd hij aangesteld als adviseur van de Ottomaanse generaal die het bevel voerde over de troepen in Armenië, die op veldtocht zou gaan tegen Mohammed Ali van Egypte. Tijdens de zomer ging Moltke uitgebreid op verkenningstocht, waarbij hij meerdere duizend kilometer te paard aflegde. Hij stak de stroomversnellingen van de Eufraat over en bezocht vele delen van het Ottomaanse Rijk, die hij ook in kaart bracht. In 1839 verplaatste het leger zich naar het zuiden om tegen de Egyptenaren te vechten, maar bij de ontmoeting met de vijand weigerde de generaal naar het advies van Moltke te luisteren. Moltke bedankte voor zijn rol als stafofficier en nam het bevel over de artillerie over. In de Slag bij Nizib op 24 juni 1839 werd het Ottomaanse leger verslagen (Mohammed Ali werd maar een of twee keer in zijn leven verslagen). Moltke wist met grote moeite de Zwarte Zee te bereiken, en van daaruit Constantinopel. Zijn patroon, sultan Mahmud II, was inmiddels overleden, dus keerde hij terug naar Berlijn. Daar kwam hij in december 1839 met een gebroken gezondheid aan.
Eenmaal thuis, publiceerde hij een aantal van de brieven die hij had geschreven onder de titel "Briefe auf Bedingungen und Fällen in der Türkei in den Jahren 1835 bis 1839" (brieven over de toestanden en gebeurtenissen in Turkije in de jaren 1835 tot 1839). Dit boek werd destijds goed ontvangen. Vroeg in het volgende jaar trouwde hij met een jonge Engelse vrouw, Mary Burt. Zij was de stiefdochter van zijn zuster. Het was een gelukkig huwelijk, hoewel er geen kinderen uit voortkwamen.
In 1840 had Moltke een positie verkregen bij de staf van het 4e legerkorps, dat was gestationeerd in Berlijn. Hij had zijn kaarten van Constantinopel gepubliceerd en samen met andere Duitse reizigers een nieuwe kaart van Klein-Azië en een verhandeling over de geografie van dat gebied op de markt gebracht. Hij had een fascinatie voor spoorlijnen ontwikkeld en was een van de eerste directeurs van de spoorlijn Hamburg-Berlijn. In 1843 publiceerde hij een artikel over de verschillende overwegingen die de koers van een spoorlijn bepalen.
In 1845 verscheen van zijn hand "die Russo-Türkische Kampagne in Europa, 1828-1829" (de Russo-Turkse veldtocht in Europa, 1828-1829), dat in militaire kringen uitstekend werd ontvangen. In datzelfde jaar diende hij in Rome als persoonlijk adjudant van prins Hendrik van Pruisen, waardoor hij een nieuwe kaart van de "Eeuwige Stad" kon maken, gepubliceerd in 1852. In 1848 werd hij, na een kort verblijf bij de generale staf in Berlijn, stafchef van het 4e legerkorps, dat zijn hoofdkwartier had in Maagdenburg. Daar zou hij zeven jaar blijven en het tot luitenant-kolonel en kolonel schoppen.
In 1855 diende hij als persoonlijk adjudant van prins Frederik Willem (de latere keizer Frederik III). Hij vergezelde de prins naar zijn huwelijk in Engeland, evenals naar Parijs en naar de kroning van Alexander II in Sint-Petersburg.

### Stafchef van de Duitse generale staf
In 1857 werd hij benoemd als chef van de Pruisische "Großer Generalstab", een positie die hij de komende dertig jaar zou bekleden. Zo gauw als hij deze positie had bereikt, begon hij met het invoeren van veranderingen in de strategische en tactische methodes van het Pruisische leger, aanpassingen in de bewapening en communicatiemethodes, veranderingen in de opleidingen voor stafofficieren en in de mobilisatieprocedures van het leger. Hij voerde ook een formele studie van de Europese politiek in, gecombineerd met plannen voor eventuele toekomstige veldtochten. Kortom, hij voerde in korte tijd de kenmerken van een moderne generale staf in.
In 1859 leidde de oorlog tussen Oostenrijk en Sardinië in Italië ertoe, dat het Pruisische leger werd gemobiliseerd. Het nam echter geen deel aan de gevechten. Na de mobilisatie werd het leger gereorganiseerd en verdubbelde bijna in mankracht. De reorganisatie was niet het werk van Moltke, maar van prins-regent Wilhelm en de minister van Oorlog, Albrecht von Roon. Moltke volgde de Italiaanse veldtocht nauwgezet en schreef er een geschiedenis van, gepubliceerd in 1862. Deze geschiedenis werd op de titelpagina toegeschreven aan de historische afdeling van de Pruisische staf, nog een primeur.
In december 1862 werd Moltke gevraagd om zijn mening over het militaire aspect van het conflict met Denemarken. Hij was van mening dat het moeilijk zou worden om de oorlog tot een einde te brengen, omdat het Deense leger zich bij de eerste gelegenheid terug zou trekken naar de eilanden. Omdat de Denen de zee onder controle hadden, zouden ze daar niet kunnen worden aangevallen. Hij schetste een plan om de flank van het Deense leger te overvleugelen voor de aanval op de Deense posities in Sleeswijk. Volgens hem zou op die manier de Deense terugtocht kunnen worden verhinderd.

### Oorlog met Denemarken
Toen de oorlog uiteindelijk uitbrak in 1864 werd Moltke in Berlijn gehouden in plaats van de Pruisische troepen te vergezellen. Zijn strijdplan werd verkeerd uitgevoerd, waardoor het Deense leger naar de forten Duppel en Fredericia wist te ontsnappen. Beide forten bewaakten een mogelijke vluchtroute over een zeestraat naar een eiland. Duppel en Fredericia werden belegerd. Duppel werd na een stormaanval ingenomen en Fredericia zonder bestorming door de Denen opgegeven. Het leek er echter niet op dat de oorlog snel afgelopen zou zijn. Het Deense leger zat veilig op de eilanden Alsen en Funen.
Op 30 april 1864 werd Moltke als stafchef naar de geallieerde (Duitse) troepen gestuurd. Na een wapenstilstand van twee maanden, viel het Duitse leger de Denen uiteindelijk aan op het eiland Alsen (29 juni). De Denen evacueerden Alsen en stemden kort daarop in met de Duitse vredesvoorwaarden. Vanaf het moment dat Moltke ten tonele verscheen, had de oorlog een andere koers genomen. Zijn invloed bij de koning was inmiddels stevig verankerd. Toen in 1866 het conflict met Oostenrijk escaleerde, werden Moltkes plannen dan ook overgenomen en uitgevoerd.

### Moltkes theorie over oorlog
Von Moltke was een volgeling van Clausewitz, wiens theorie over oorlogsvoering een poging was om de essentie van oorlog te vinden, meer dan van de Franse strateeg van een generatie eerder en rivaal van Clausewitz, baron Jomini, die een ingewikkeld systeem van regels voorstond, waarbij oorlog als een exacte wetenschap werd opgevat. Moltke zag strategie als "de praktische kunst van middelen aanpassen aan de doelen". Hij heeft de methoden van Napoleon verder ontwikkeld en aangepast aan de veranderde omstandigheden van zijn tijd. Hij was de eerste die de grote defensieve kracht van moderne vuurwapens inzag, en leidde daaruit af dat een omsingelingsaanval een betere tactiek was dan een frontale aanval.
Hij bestudeerde de tactieken van Napoleon bij de Slag bij Bautzen, waarbij de keizer het korps van Michel Ney langs een andere route had laten opmarcheren tegen de flank van zijn tegenstanders, in plaats van het vóór de slag bij de rest van zijn leger te voegen. Daarnaast had Moltke lering getrokken uit de gecombineerde acties van de geallieerden bij de Slag bij Waterloo.
Tegelijkertijd ontwikkelde hij methodes voor het opmarcheren en de bevoorrading van een leger. Op een bepaalde dag kon maar één korps over een weg verplaatst worden; als er twee of drie korpsen over dezelfde weg werden aangevoerd, zou het achterste korps niet deel kunnen nemen aan een eventueel gevecht in de voorhoede. Verschillende korpsen die samen in een klein gebied bivakkeerden, zouden niet meer dan een paar dagen van voedsel kunnen worden voorzien. Hij concludeerde daarom dat de essentie van strategie besloten lag in het scheiden van korpsen voor de mars en ze weer samenbrengen voor de slag. Om een groot leger aan te kunnen sturen, moest het worden onderverdeeld in verschillende kleinere legers of groepen van korpsen, elk onder het bevel van een commandant die de vrijheid had de bewegingen en acties zelf vorm te geven binnen de instructies van de oppercommandant waar het richting en doel betrof.
De belangrijkste stelling van Moltke was dat militaire strategie moest worden begrepen als een serie opties, omdat alleen het begin van een militaire operatie kon worden gepland. Daarom zag hij de uitgebreide voorbereiding op alle mogelijke uitkomsten als de belangrijkste taak van militaire leiders. Zijn opvattingen kunnen worden samengevat in twee citaten: "Geen enkel plan overleeft contact met de vijand" en "Oorlog is een zaak van opportuun handelen".

### De oorlog met Oostenrijk

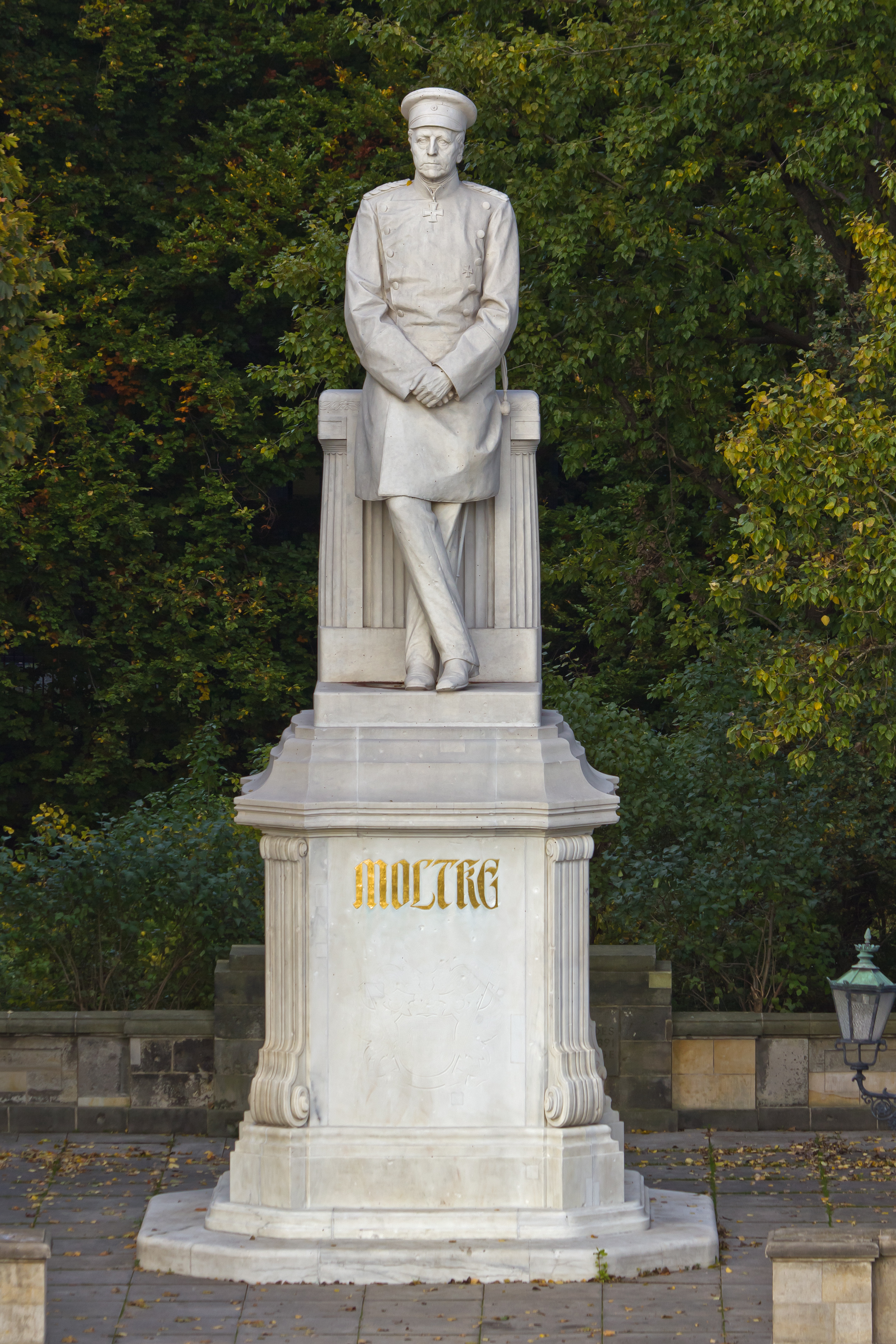
Standbeeld (Berlijn)

Hij plande en leidde de succesvolle militaire ondernemingen tijdens de Pruisisch-Oostenrijkse Oorlog van 1866.
De belangrijkste punten in de strategie voor de oorlog waren als volgt. Ten eerste concentreerde hij de inspanningen. Er waren twee groepen vijanden, namelijk de Oostenrijk-Saksische legers, 270.000 man sterk, en de noordelijke en zuidelijke Duitse legers van ongeveer 120.000 man. Het Pruisische leger was ongeveer 60.000 man in de minderheid, maar Moltke nam zich voor om op de beslissende plek een superieure strijdmacht in het veld te brengen. Het leger dat het tegen Oostenrijk opnam was 278.000 man sterk waarmee er slechts 48.000 man overbleven om de Duitse bondgenoten van Oostenrijk tegen te houden. Deze 48.000 wisten het Hannoveriaanse leger in minder dan twee weken uit te schakelen en vervolgens de Zuid-Duitse troepen te verdrijven.
Het probleem tegenover de Oostenrijkse en Saksische legers was om het Pruisische leger als eerste klaar te hebben. Dit zou niet gemakkelijk zijn, omdat de koning niet voor de Oostenrijkers wou mobiliseren. Moltkes kennis van spoorwegen hielp hem om tijd te besparen. Er liepen vijf sporen vanuit verschillende Pruisische provincies naar plekken langs de zuidgrens. Door al deze spoorwegen tegelijk in te zetten, wist Moltke al zijn legerkorpsen tegelijk naar het front te verplaatsen.
Nadat de Pruisen Saksen binnenvielen, trok het Saksische leger zich terug naar Bohemen. Moltke had twee Pruisische legers, die ongeveer 150 kilometer uit elkaar stonden. De vraag was hoe ze bij elkaar gebracht moesten worden, zodat het Oostenrijkse leger in de tang zou kunnen worden genomen, net als de Fransen bij Waterloo tussen de hertog van Wellington en Blücher. Hij besloot zijn twee legers bij elkaar te brengen door ze allebei het bevel te geven naar Gitschin op te rukken. Hij voorzag dat de mars van de kroonprins er waarschijnlijk toe zou leiden dat hij een gedeelte van het Oostenrijkse leger tegen zou komen, maar de Oostenrijkers zouden waarschijnlijk in de minderheid zijn.
De Oostenrijkers maakten snellere vorderingen dan Moltke had verwacht, en hadden mogelijk vier of vijf korpsen tegen de kroonprins in het veld kunnen brengen. De aandacht van Benedek was echter gericht op prins Frederik. Zijn vier korpsen, die niet centraal werden geleid, werden een voor een verslagen. Op 1 juli verzamelde Benedek zijn aangeslagen strijdkrachten in een defensieve positie voor Königgrätz. Moltkes leger waren inmiddels binnen een flinke mars van elkaar en van de vijand. Ze werden op 3 juli ingezet, het eerste frontaal en het tweede tegen de rechterflank van de Oostenrijkers. Het Oostenrijkse leger werd vernietigend verslagen en daarmee was de oorlog voorbij.
Moltke was niet helemaal tevreden over de slag bij Königgrätz. Hij had geprobeerd het Elbeleger boven Königgrätz uit te laten komen en zo een Oostenrijkse terugtocht te verhinderen. De generaal van het leger slaagde er echter niet in om er op tijd te zijn. Daarnaast probeerde hij te verhinderen dat het Pruisische 1e Leger al te enthousiast aan zou vallen, in de hoop dat de Oostenrijkers in positie zouden blijven totdat de terugtocht kon worden afgesneden door het leger van de kroonprins, maar dat lukte ook al niet.
Tijdens de onderhandelingen verzette Otto von Bismarck zich tegen de wens van de koning om Saksen en andere gebieden die verder weglagen dan het veroverde gebied te annexeren, omdat hij een actieve interventie door Frankrijk vreesde. Moltke vertrouwde er echter op dat hij zowel de Fransen als de Oostenrijkers zou kunnen verslaan als Frankrijk actief ingreep, en hij legde zijn plannen aan Bismarck voor waarin werd uiteengezet hoe tegen Frankrijk en Oostenrijk tegelijk oorlog moest worden gevoerd.
Na de vrede stemde de Pruisische regering erin toe om Moltke de som van 30.000 Reichstaler toe te kennen, waarmee hij het landgoed Creisau in de buurt van Schweidnitz in Silezië kocht.
In 1867 werd "De Veldtocht van 1866 in Duitsland" gepubliceerd. Deze geschiedenis was onder de persoonlijke supervisie van Moltke tot stand gekomen en werd destijds als zeer accuraat gezien. Op 24 december 1868 stierf de vrouw van Moltke in Berlijn. Haar stoffelijk overschot werd in een kleine kapel bijgezet die Moltke als een mausoleum had laten bouwen in het park van Creisau.

### De Frans-Duitse Oorlog

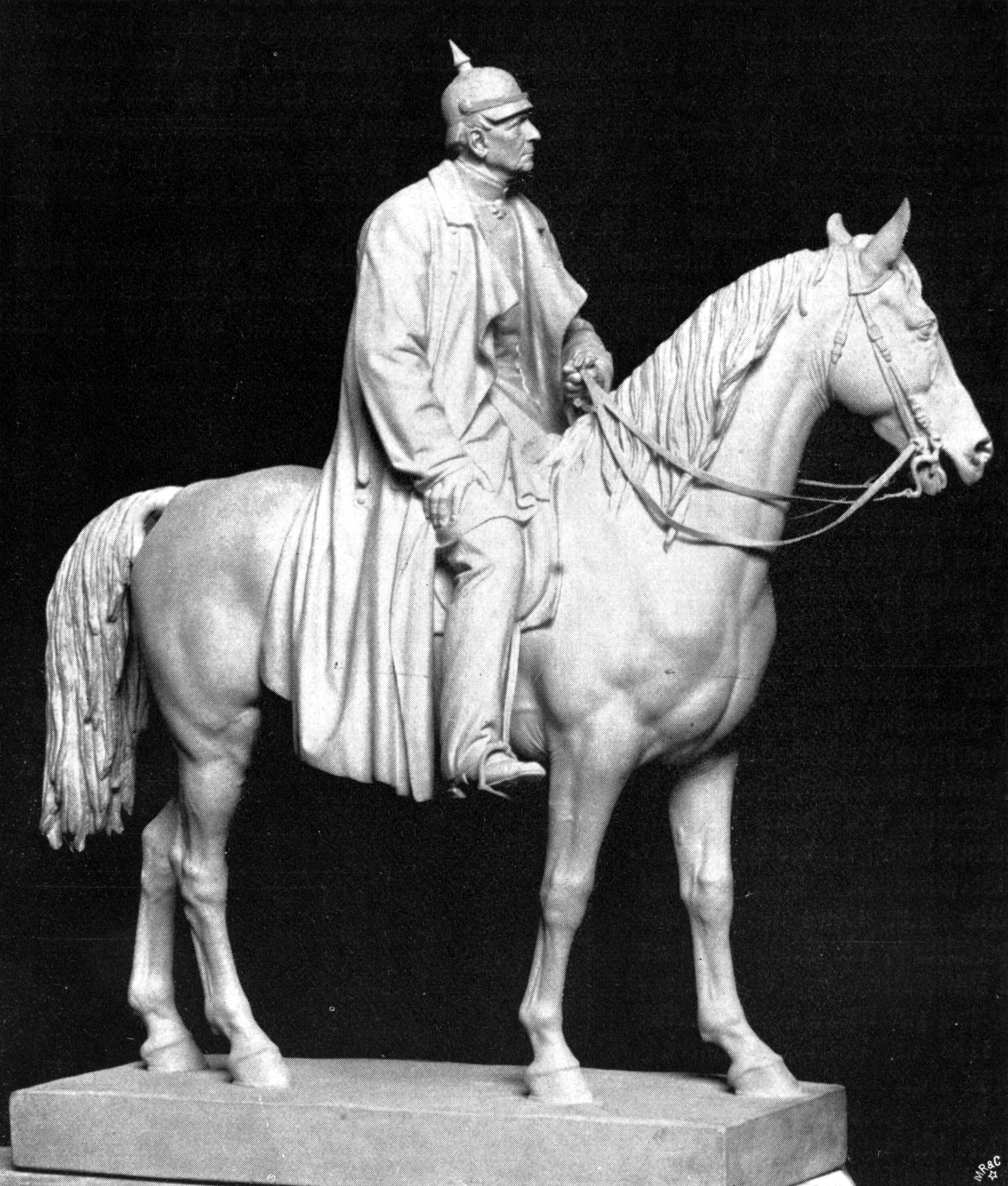
Standbeeld (Leipzig 1888-1946)

Von Moltke nam opnieuw de planning en bevelvoering van de Pruisische legers voor zijn rekening tijdens de Frans-Duitse Oorlog van 1870-1871, die de weg vrij zou maken voor de totstandkoming van een Duits Keizerrijk onder leiding van Pruisen in 1871. De verschillende aspecten van een dergelijke oorlog hadden Moltke sinds 1857 bijna constant beziggehouden. Documenten die na zijn overlijden werden gepubliceerd, laten zien hoe vaak hij had nagedacht over de beste opstelling van de Pruisische of Duitse strijdkrachten voor dit conflict. De schema's voor het transport van het leger via de spoorlijnen werden jaarlijks aangepast aan veranderingen in zijn plannen, vanwege bijvoorbeeld veranderingen in de politieke situatie of de groei van het leger, en door verbeteringen in het Pruisische spoorwegnetwerk.
De grote successen van 1866 hadden de positie van Moltke versterkt, zodat toen op 5 juli 1870 het bevel tot mobilisatie van de Pruisische en Zuid-Duitse legers kwam, zijn plannen zonder tegenspraak werden doorgevoerd. Vijf dagen later werd hij benoemd als stafchef van de generale staf van het leger, voor de gehele duur van de oorlog. Dit gaf Moltke het recht om bevelen te geven die dezelfde status hadden als koninklijke decreten.
Het was Moltkes plan om het gehele leger ten zuiden van Mainz te verzamelen, omdat dit het enige gebied was waar een enkel leger de hele grens kon beschermen. Als de Fransen de neutraliteit van België en Luxemburg zouden negeren om naar Keulen of een ander punt langs de Nederrijn op te trekken, zou het Duitse leger de flank kunnen bedreigen. Tegelijk met de Rijn zelf, zou de Franse voortgang ernstig worden gehinderd door de forten van Koblenz, Keulen en Wesel. Als de Fransen zouden proberen Zuid-Duitsland binnen te vallen, zou een Duitse opmars langs de Rijn hun communicatieroutes bedreigen. Moltke verwachtte dat de Fransen door de richting van hun spoorlijnen zouden worden gedwongen om het grootste gedeelte van hun leger bij Metz te verzamelen, met een kleiner gedeelte bij Straatsburg.
De Duitse troepen waren onderverdeeld in drie legers: het eerste onder Steinmetz aan de Moezel onder Trier, het tweede van 130.000 man onder de prins-regent rond Homburg (met daarachter een reserve van 60.000 man), en het derde onder de kroonprins bij Landau in der Pfalz, met een mankracht van 130.000. Drie legerkorpsen werden in Noordoost-Duitsland achter de hand gehouden, voor het geval Oostenrijk met Frankrijk zou samenwerken.
Het plan van Moltke bestond eruit de drie legers, tijdens de opmars, een draai naar rechts te laten maken, zodat het eerste leger op de rechterflank de oevers van de Moezel tegenover Metz zou bereiken, terwijl het tweede en het derde leger zouden oprukken. Het derde leger zou de Fransen in de buurt van Straatsburg moeten verslaan, het tweede de Moezel oversteken bij Pont-à-Mousson. Mocht het Franse leger voor het tweede leger opduiken, zou het frontaal worden aangevallen door het tweede en in de flank door het derde of eerste (of allebei). Mocht het ten noorden van de lijn tussen Saarburg en Lunéville worden aangetroffen, zou het van twee kanten worden aangevallen door het tweede en derde leger. De bedoeling van de grote draaibeweging naar rechts was het aanvallen van het belangrijkste Franse leger vanuit een richting die het zou dwingen naar het Noorden terug te trekken, waardoor de communicatielijnen met Parijs zouden worden verbroken. De vesting Metz zou alleen worden bewaakt, terwijl de hoofdmacht van de Duitsers eerst het belangrijkste Franse leger zou verslaan en vervolgens naar Parijs op zou rukken.
Dit was het plan dat in grote lijnen werd uitgevoerd. De Slag bij Worth kwam te vroeg. Het Franse leger onder Patrice Mac-Mahon kon daardoor niet worden ingesloten, zoals de bedoeling was geweest, maar alleen verslagen en gedwongen tot een snelle terugtocht tot Chalons. De Slag bij Forbach was niet voorzien door Moltke, die het leger onder Bazaine aan de Saar wilde houden totdat hij het frontaal kon aanvallen met het tweede leger en in de linkerflank met het eerste leger. Moltke liet zich echter niet van de wijs brengen door deze onverwachte overwinningen. Hij ging door met zijn geplande opmars naar Pont-Mousson, stak met het eerste en tweede leger de Moezel over, richtte zich naar het noorden en maakte vervolgens zijn wielbeweging. Het effect van de Slag bij Gravelotte was dus dat Bazaine werd teruggedreven naar de vesting Metz en zo afgesneden van Parijs.
Er is niets dat het inzicht en de daadkracht van Moltke duidelijker laat zien dan zijn vastbeslotenheid om aan te vallen op 18 augustus, bij de slag bij Gravelotte. Anderen zouden bij het behalen van de strategische overwinning hebben gedacht dat een tactische overwinning overbodig zou zijn. De laatste aanval bij Gravelotte is hem aangerekend, omdat er zinloos zware verliezen werden geleverd. Tegenwoordig is echter bekend dat deze aanval werd bevolen door de koning en dat Moltke het zichzelf kwalijk nam dat hij niets had gedaan om hem te voorkomen.
Tijdens de nacht die volgde op de slag liet Moltke een leger achter om Bazaine in Metz in te sluiten en maakte zich met de twee andere op weg in de richting van Parijs. Het meest zuidelijke leger was iets vooruitgeschoven, zodat bij een eventuele ontmoeting met het leger van Mac-Mahon, dit vooral vanuit het zuiden zou kunnen worden aangevallen om het zo naar het noorden te drijven. Op 25 augustus werd bekend dat Mac-Mahon in noordoostelijke richting optrok om Bazaine te ontzetten. Zodra Moltke zich had verzekerd van de betrouwbaarheid van de informatie, beval hij de Duitse colonnes om naar het noorden te draaien in plaats van het westen. Mac-Mahons rechtervleugel werd bij Beaumont aangevallen terwijl deze probeerde de Maas over te steken. Hij had zijn opmars moeten afbreken en had zijn leger met moeite bij Sedan weten te verzamelen.
Bij de slag bij Sedan omsingelden de twee Duitse legers het Franse leger, dat op 1 september werd aangevallen en tot overgave gedwongen. Moltke zette daarop zijn opmars naar Parijs voort, dat eveneens werd omsingeld.
Vanaf dit moment is zijn strategie vooral opmerkelijk door het gerichte gebruik van slagkracht, omdat hij slim genoeg was om nooit meer te willen bereiken dan praktisch mogelijk was met zijn middelen. De overgave van Metz en Parijs was nog maar een kwestie van tijd. Het probleem was om, terwijl de belegeringen in stand werden gehouden, eventuele aanvallen van nieuwe Franse legers die het beleg van Parijs wilden verbreken, af te slaan. Het beleg van Metz eindigde met de overgave van de stad op 27 oktober.
Op 28 januari 1871 werd bij Parijs een wapenstilstand overeengekomen waarmee de oorlog ten einde kwam.

### Laatste jaren
In oktober 1870 werd Moltke als graaf in de adelstand verheven als beloning voor zijn inspanningen. In juni 1871 werd hij bovendien nog bevorderd tot de rang van veldmaarschalk, gecombineerd met een grote financiële beloning. Van 1867 tot 1871 had hij zitting in de Rijksdag van de Noord-Duitse Bond, en van 1871 tot 1891 was hij lid van de Rijksdag van het Duitse Keizerrijk.
Na de Frans-Duitse oorlog had hij de supervisie over de samenstelling van een geschiedenis van dit conflict, die tussen 1874 en 1881 door de grote generale staf werd gepubliceerd.
In 1888 trad hij af als chef-staf van de generale staf, waar hij werd opgevolgd door Graf von Waldersee. Op 21 oktober 1889 werd zijn stem opgenomen door Theo Wangemann; twee opnamen zijn bewaard gebleven en daarmee is Motke de langst geleden geboren persoon van wie de stem nog te horen is. Zijn neef, Helmuth Johannes Ludwig von Moltke, was stafchef van 1906 tot 1914.
Graf von Moltke trad terug uit actieve dienst op 9 augustus 1888. Hij overleed op negentigjarige leeftijd in 1891.

## Beoordeling
Als oorlogsstrateeg was Moltke soms groots en soms alleen maar goed. Hij kan niet echt worden beschuldigd van echte strategische fouten, maar hij is dan ook nooit geconfronteerd met een situatie waarbij zijn kunnen echt op de proef werd gesteld. In de veldtochten van 1866 en 1870 nam hij moeiteloos beslissingen, zonder met grote verrassingen geconfronteerd te worden. Op andere gebieden staat het genie van Moltke niet ter discussie.
- Achter de Pruisische overwinningen lag het organisatorische genie van Moltke, wiens professionaliteit in zaken als transport, bevoorrading, versterking en inlichtingen het verouderde militaire apparaat van Frankrijk (en Oostenrijk) volkomen verpletterde (WIndrow en Mason, "A Concise Dictionary of Military Biography", 1975)

Aan de andere kant schrijft Dupuy:
- Hij was een competente, soms briljante soldaat, die meer begeleidde dan leiding gaf. Zijn reputatie is wat verbleekt bij de groeiende moderne overtuiging dat er in de tweede helft van de 19e eeuw maar twee echte militaire genieën waren: Ulysses S. Grant en Robert E. Lee. (R.E. Dupuy en T.N. Dupuy "The Encyclopedia of Military History" pg. 820; 1977).

Het is zeker waar dat Moltke een uitstekend leger had om mee te werken dankzij de inspanningen van oorlogsminister Von Roon, en dat hij bijna ideale situaties aantrof om in te vechten, dankzij de briljante diplomatie van Otto von Bismarck. Moltkes taak was om de oorlogen te winnen die hij kreeg aangereikt, en daar slaagde hij volledig in.

## Als persoon

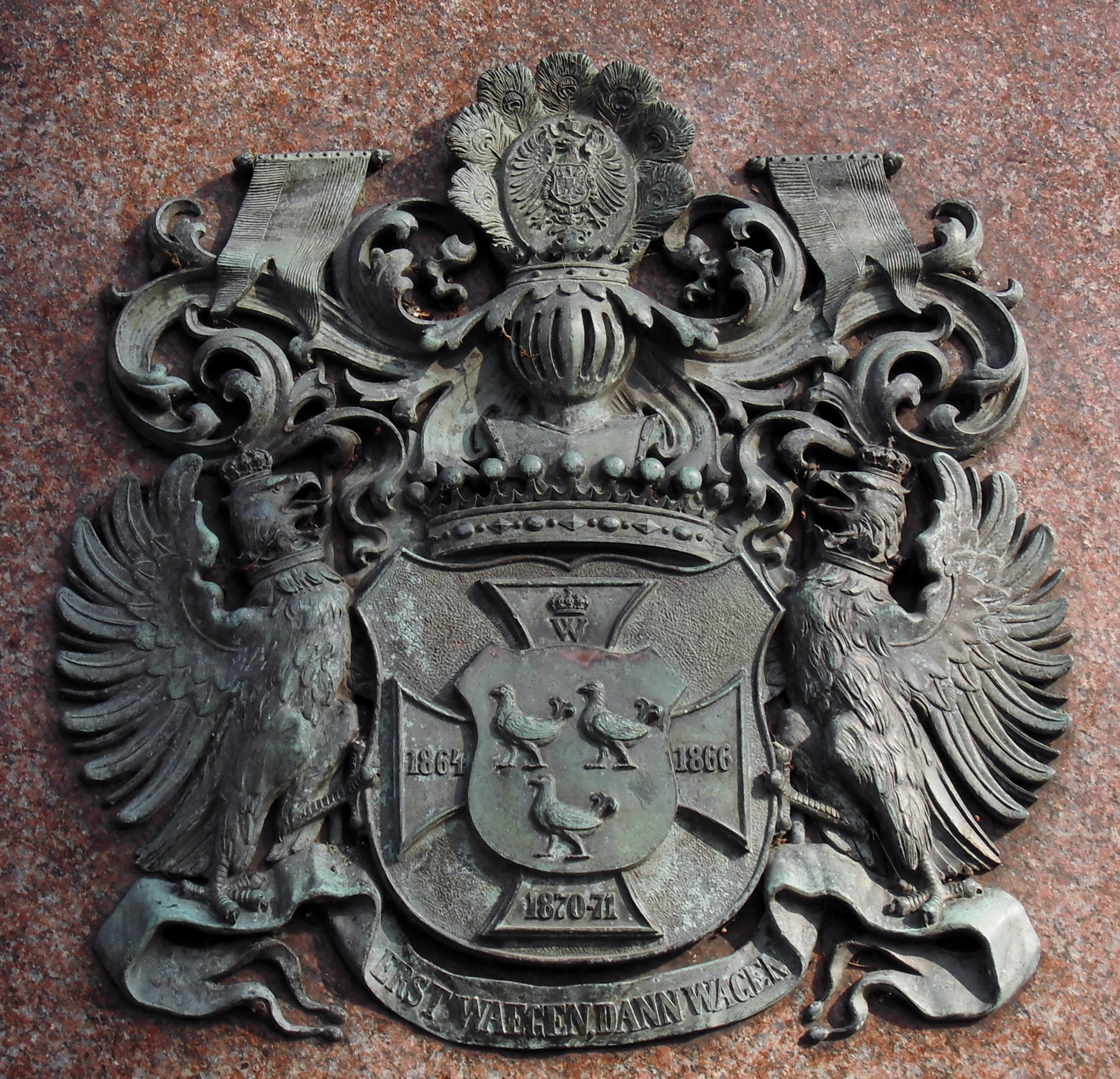
Wapen van Helmuth v. Moltke. Het schild is op een IJzeren Kruis gelegd.

Hij was een lange, magere verschijning. In latere jaren had zijn gebruinde gelaat een uitdrukking gekregen die zowel hard als groots was. Hij was van nature afstandelijk en gereserveerd, hoewel hij een zeer ontwikkeld taalkundige was. Er werd dus van hem gezegd dat hij in zeven talen kon zwijgen. De strenge scholing in zijn jonge jaren had hem een uitstekende zelfbeheersing gegeven, zodat hij nooit op een onvriendelijke of indiscrete opmerking is betrapt. Lang voordat het publiek hem kende, stond hij in het leger en bij de staf bekend als de man van goud, het ideale karakter waar iedereen bewondering voor had en die geen vijanden had.

## Militaire loopbaan
Deens leger
- Cadet: 1811
- Sekondløjtnant: 20 januari 1818

Pruisische leger
- Leutnant: 12 maart 1822[3]
- Premier-Lieutenant: 30 maart 1833[3]
- Hauptmann: 30 maart 1835[3]
- Major: 12 april 1842[3]
- Oberst-Lieutenant: 26 september 1850
- Oberst: 2 december 1851
- Generalmajor:  15 oktober 1856[3]
- Generalleutnant: 31 mei 1859[3]
- General der Infanterie: 8 juni 1866[3]
- Generalfeldmarschall: 16 juni 1871[4][3]

Bron: Vollstandige Anciennetats liste 1888

## Onderscheidingen
- Pour le Mérite op 29 november 1839[4]
  - Grootkruis met Ster en Eikenloof en Kroon met Briljanten verhoogd (ter gelegenheid van zijn 60-jarig jubileum als officier.)[4]
- Pour le Mérite voor wetenschappen en kunsten
- Reddingsmedaille
- Grootcommandeur in de Huisorde van Hohenzollern met Ster en Zwaarden en Brillanten op 26 oktober 1875
- Grootkruis van het IJzeren Kruis op 22 maart 1871[4][3]
- Grootkruis in de Orde van de Rode Adelaar met Eikenloof en Zwaarden
- Kruis der Ie Klasse Kroonorde met Zwaarden en een emaille lint van de Orde van de Rode Adelaar en Eikenloof
- Hospitaalorde van Sint-Jan
  - Ere-commandeur
- Orde van de Zwarte Adelaar met Ketting en Brillanten in 1866[3]
- Grootkruis in de Huisorde van Albrecht de Beer op 24 juni 1871
- Huisorde van de Trouw op 27 april 1871
- Grootkruis in de Militaire Karl-Friedrich-Verdienstorde op 2 juli 1868
- Grootkruis in de Militaire Max Joseph-Orde op 7 november 1870
- Grootkruis in de Orde van Hendrik de Leeuw op 11 april 1871
- Grootkruis in de Ludwigsorde op 8 april 1871
- Kruis voor Militaire Verdienste (Hessen) op 27 april 1871
- Medaille voor Militaire Verdiensten (Lippe), 1e klasse op 24 juni 1871
- Grootkruis met de kroon in goud in de Huisorde van de Wendische Kroon en Zwaarden op 11 april 1871
- Kruis voor Verdienste in de Oorlog (Mecklenburg-Strelitz)
- Ere-Grootkruisen met de kroon in goud in de Huisorde en Orde van Verdienste van Hertog Peter Friedrich Ludwig en Zwaarden op 9 januari 1871
- Orde van de Kroon van Wijnruit
- Grootkruis in de Militaire Orde van Sint-Hendrik op 26 oktober 1870
- Grootkruis in de Orde van de Witte Valk op 9 januari 1871
- Grootkruis in de Saksisch-Ernestijnse Huisorde op 29 oktober 1861
- Grootkruis in de Militaire Orde van Verdienste op 20 januari 1871
- Grootkruis in de Kroonorde op 23 maart 1869
- Grootkruis in de Orde van de Heilige Stefanus
- Grootkruis in de Leopoldsorde op 24 augustus 1864
- Orde van Sint-Andreas de Eerstgeroepene op 30 december 1871
- Alexander Nevski-orde met Briljanten op 25 juni 1867
- Orde van de Witte Adelaar
- Orde van Sint-George, 2e klasse op 26 oktober 1870
- Orde van Sint-Anna, 1e klasse
- Hoge Orde van de Eer met Briljanten
- Orde van Mejidie, 1e klasse
- Ere-Sabel
- Grootlint in de Leopoldsorde op 30 april 1867
- Grootkruis in het Legioen van Eer op 20 juni 1867
- Orde van de Aankondiging
- Grootkruis in de Militaire Orde van Savoye op 4 juli 1867
- Grootkruis in de Orde van de Toren en het Zwaard met Ketting
- Orde van de Serafijnen
- Grootkruis in de Orde van de Witte Olifant

De onderscheidingen van von Moltke gingen in de Tweede Wereldoorlog verloren.

## Verdere bronnen
- Bucholz, Arden. Moltke and the German Wars, 1864-1871, Palgrave Macmillan, 2001. ISBN 0-333-68757-4
- Friedrich, Otto. Blood and Iron: From Bismarck to Hitler the Moltke Family's Impact on German History, 1st ed. New York: HarperCollins, 1995. ISBN 0-06-092767-4
- Macksey, Kenneth. From Triumph to Disaster: The Fatal Flaws of German Generalship from Moltke to Guderian. Mechanicsburg, Pennsylvania: Stackpole Books, 1996. ISBN 1-85367-244-0
- Wilkinson, Spenser (ed.). Moltkes Military Correspondence, 1870-71, Ashgate Publishing, 1991. ISBN 0-7512-0040-9
- Helmuth von Moltke at Encyclopedia Britannica
- Leaders & Battles Database: Count Helmuth Karl von Moltke by Kimberly J. Largent
- Moltke, Helmuth Karl Bernhard Graf Von (1800-91)
- Quotations from Helmuth von Moltke
- Papers of Helmuth von Moltke 1800-1891

Wilhelm II van Duitsland ·
Manfred von Richthofen ·
Hermann Göring ·
Franz von Hipper ·
De "jonge Moltke" ·
De "oude Moltke"

Zie ook: Lijst van de militaire dragers van de Orde Pour le Mérite